# Podbielnia
Podbielnia – kolonia w Polsce położona w województwie łódzkim, w powiecie łowickim, w gminie Łowicz.
W latach 1975–1998 miejscowość administracyjnie należała do województwa skierniewickiego.